# Kim Jung-joo
Kim Jung-Joo (hangul: 김정주; Jinju, 11 de novembro de 1981) é um boxista sul-coreano que representou seu país em duas edições de Jogos Olímpicos.
Em sua primeira participação, em Atenas 2004, Kim conseguiu sua primeira medalha olímpica após perder para o cubano Lorenzo Aragón, ficando com o bronze. Nos Jogos Olímpicos de Verão de 2008, realizados em Pequim, na República Popular da China, conseguiu novamente a medalha de bronze após perder nas semifinais para o cazaque Bakhyt Sarsekbayev.